# Joodse begraafplaats (Dieren)
De Joodse begraafplaats van Dieren in de gemeente Rheden in Gelderland werd in 1892 gesticht door het plaatselijke Israëlietisch kerkbestuur. Een stuk land groot 1250 m2 gelegen ter hoogte van de 'Goudakkers' werd gekocht van de Buurtschap van Dieren. In 1925 werd een stenen metaheerhuis gebouwd.
De begraafplaats is anno 2010 gelegen aan de rand van een woonwijk tussen de Alphons Diepenbrocklaan en de Bernhard Zweerslaan. De dodenakker wordt sinds 1950 door de gemeente Rheden onderhouden.

## Graven
Op de begraafplaats staan 41 zerken en 23 stenen grafpaaltjes. Op twee plaatsen zijn joodse boeken begraven die vanwege religieuze voorschriften niet vernietigd mochten worden. Van de 62 graven zijn er 28 van kinderen en de meeste daarvan dateren van voor 1915. Met behulp van een situatieschets uit 1943 die vermoedelijk werd vervaardigd door de laatste gazan van Dieren, Abraham van Baaren, en andere teruggevonden gegevens kon een overzicht van de begravingen worden samengesteld. De meest recente begraving vond plaats in 1986.

## Joden in Dieren
De eerste keer dat een jood uit Dieren wordt genoemd is in een stuk uit 1713. Pas rond 1870 is er sprake van diensten in een huissynagoge. In die tijd leefden er in de gemeente Rheden zo'n 50 joden. Dieren viel tot 1882 onder de synagoge van Doesburg, in dat jaar werd de joodse gemeente van Dieren erkend door het Nederlands Israëlietisch Kerkgenootschap. Een eigen nieuw gebouwde synagoge met mikwe en schoollokaal kon in 1884 worden geopend in de Spoorstraat. Deze synagoge werd in 1943 geplunderd door NSB'ers en zwaar beschadigd. Na de Tweede Wereldoorlog werd de joodse gemeente van Dieren niet weer opgericht. De sjoel deed onder meer dienst als rokerij van een slager, mini-theater en kerkzaal van de Volle Evangelie Gemeente. Op 7 maart 2010 is de Dierense sjoel toch weer ingewijd als synagoge en in gebruik genomen door de Liberaal Joodse Gemeente Gelderland.